# رينيه كليمنت
رينيه كليمنت (بالفرنسية: René Clément)‏ (و. 1913 – 1996 م) هو مخرج أفلام، وكاتب سيناريو، وممثل، من فرنسا، ولد في بوردو، توفي في مونت كارلو، عن عمر يناهز 83 عاماً.

## التعليم
تعلم في المدرسة الوطنية للفنون الجميلة.

## جوائز
حصل على جوائز منها:
- جائزة أفضل إخراج.

## وصلات خارجية
- رينيه كليمنت على موقع IMDb (الإنجليزية)
- رينيه كليمنت على موقع مونزينجر (الألمانية)
- رينيه كليمنت على موقع ألو سيني (الفرنسية)
- رينيه كليمنت على موقع تيرنر كلاسيك موفيز (الإنجليزية)
- رينيه كليمنت على موقع أول موفي (الإنجليزية)
- رينيه كليمنت على موقع قاعدة بيانات الأفلام السويدية (السويدية)
- رينيه كليمنت على موقع إن إن دي بي (الإنجليزية)
- رينيه كليمنت على موقع قاعدة بيانات الفيلم (الإنجليزية)
- رينيه كليمنت على موقع كينوبويسك (الروسية)